# Regeringen Rinne
Regeringen Rinne blev Republiken Finlands 75:e regering och tillträdde den 6 juni 2019. Den avgick den 3 december 2019. Regeringspartierna var Socialdemokraterna, Centern, Gröna förbundet, Vänsterförbundet och Svenska folkpartiet. Av regeringens 19 ministrar var 11 kvinnor. Regeringen bildades efter riksdagsvalet i Finland 2019.
Frågor som lyftes fram i regeringsprogrammet var utbildningen, minskning av ojämlikhet och klimatet. Finansieringen av regeringens program hängde på att man klarar sysselsättningsmålet, 75 % av den arbetsföra befolkningen. Regeringspartierna höll med om att det skulle bli en stor utmaning, men i motsats till oppositionen tyckte man sig ha de behövliga medlen att uppnå målet. Regeringen hade en klart annorlunda profil än sin föregångare: Rinne deklarerade att det är slut på nedskärningarna. 
Rinne lämnade in regeringens avskedsansökan den 3 december 2019 efter att Centerns ordförande Katri Kulmuni klart låtit förstå att Rinne inte hade hennes förtroende. Formellt var det kommunikationen kring statens ägarstyrning i samband med konflikten kring Postens arbetsavtal som ledde till misstroendet, men andra orsaker kan ha spelat in.
Regeringen fortsatte som expeditionsministär. De fem regeringspartierna avsåg att fortsätta regeringssamarbetet utan ändringar i regeringsprogrammet eller fördelningen av ministerportföljer. Rinne skulle leda regeringsförhandlingarna tills Socialdemokraternas partidelegation hunnit sammanträda och utse en ny statsministerkandidat.

## Ministrar
Fördelningen av antalet ministerposter motsvarade inte helt de parlamentariska styrkeförhållandena, vilket som vanligt delvis kompenserades med portföljernas tyngd. Att Juha Sipilä inte som partiledare satt med i regeringen berodde på att han lämnat in sin avskedsansökan efter valförlusten och uppfattades stå för en annan linje än Centerns efter valet. Han ledde ändå regeringsförhandlingarna för Centerns del.
Regeringen hade påfallande många unga kvinnliga ministrar, medan de manliga ministrarna var något äldre än i medeltal på senare år. Sammansättningen visade ändå att man gav unga ansvar. Kvinnorna var i majoritet, vilket är ovanligt, men antalet var inte rekord. Portföljfördelningen mellan könen var tämligen traditionell, med kvinnliga ministrar främst på poster som ofta innehafts av kvinnor och tvärtom: kvinnor hade poster som social- och hälsovårds-, omsorgs- kultur-, utbildnings- och trafikministrar, medan männen hade stats-, finans-, utrikes- och jord- och skogsbruksministerportföljerna. Som avvikelser från det traditionella kan man betrakta att Katri Kulmuni som kvinna blev näringsminister, Pekka Haavisto som grön utrikesminister, Maria Ohisalo utan att vara center–höger inrikesminister, Li Andersson som vänsterförbundare undervisningsminister och Timo Harakka som teatervetare och journalist arbetsminister.
Helsingin Sanomat klassificerade i ett fyrfält alla ministrarna utom två (och två på gränsen) som vänsterliberala, medan bara en i Sipiläs regering klassificerades så, med de övriga både höger och konservativa (hälften) eller endera.
* Statsminister eller departementschef
| Titel                                            | Namn | Namn                 | Tillträdde                          | Avgick                                          | Parti               |
| ------------------------------------------------ | ---- | -------------------- | ----------------------------------- | ----------------------------------------------- | ------------------- |
| Statsminister                                    |      | Antti Rinne*         | 6 juni 2019                         | 10 december 2019                                | Socialdemokraterna  |
| Finansminister                                   |      | Mika Lintilä         | 6 juni 2019                         | 10 december 2019                                | Centern             |
| Utrikesminister                                  |      | Pekka Haavisto       | 6 juni 2019                         | 10 december 2019                                | De gröna            |
| Inrikesminister                                  |      | Maria Ohisalo        | 6 juni 2019                         | 10 december 2019                                | De gröna            |
| Undervisningsminister                            |      | Li Andersson         | 6 juni 2019                         | 10 december 2019                                | Vänsterförbundet    |
| Justitieminister                                 |      | Anna-Maja Henriksson | 6 juni 2019                         | 10 december 2019                                | Svenska folkpartiet |
| Utrikeshandelsminister                           |      | Ville Skinnari       | 6 juni 2019                         | 10 december 2019                                | Socialdemokraterna  |
| Arbetsminister                                   |      | Timo Harakka         | 6 juni 2019                         | 10 december 2019                                | Socialdemokraterna  |
| Försvarsminister                                 |      | Antti Kaikkonen      | 6 juni 2019                         | 10 december 2019                                | Centern             |
| Kommunminister                                   |      | Sirpa Paatero        | 6 juni 2019                         | 29 november 2019                                | Socialdemokraterna  |
| Miljö- och klimatminister                        |      | Krista Mikkonen      | 6 juni 2019                         | 10 december 2019                                | De gröna            |
| Trafik- och kommunikationsminister               |      | Sanna Marin          | 6 juni 2019                         | 10 december 2019                                | Socialdemokraterna  |
| Näringsminister Statsministerns ställföreträdare |      | Katri Kulmuni        | 6 juni 2019                         | 10 december 2019                                | Centern             |
| Forsknings- och kulturminister                   |      | Annika Saarikko      | 6 juni 2019                         | 9 augusti 2019 (för ett års moderskapsledighet) | Centern             |
| Forsknings- och kulturminister                   |      | Hanna Kosonen        | 9 augusti 2019 (moderskapsvikariat) | 10 december 2019                                | Centern             |
| Social- och hälsovårdsminister                   |      | Aino-Kaisa Pekonen   | 6 juni 2019                         | 10 december 2019                                | Vänsterförbundet    |
| Familje- och omsorgsminister                     |      | Krista Kiuru         | 6 juni 2019                         | 10 december 2019                                | Socialdemokraterna  |
| Europaminister                                   |      | Tytti Tuppurainen    | 6 juni 2019                         | 10 december 2019                                | Socialdemokraterna  |
| Jord- och skogsbruksminister                     |      | Jari Leppä           | 6 juni 2019                         | 10 december 2019                                | Centern             |
| Minister för nordiskt samarbete och jämställdhet |      | Thomas Blomqvist     | 6 juni 2019                         | 10 december 2019                                | Svenska folkpartiet |

## Regeringens avgång
Statsminister Antti Rinne lämnade in regeringens avskedsansökan tisdagen den 3 december 2019 efter att regeringskumpanen Centern krävt hans avgång. De övriga regeringspartierna stödde honom fortsättningsvis. Oppositionen hade lämnat in en interpellation i anledning av konflikten kring Postens kollektivavtal, hur regeringen hanterat ägarstyrningen och kommunicerat kring detta, och det var uppenbart att regeringen kunde få missförtroende om inte centern stödde den. Den ansvariga ministern, Sirpa Paatero, hade lämnat in sin avskedsansökan på fredagen, men detta lugnade inte stämningarna.
Postkonflikten i sig var inte en fråga som borde ha fällt regeringen. Formellt var det kommunikationen kring konflikten och regeringens ägarstyrning som ledde till missförtroendet. I riksdagen menade man att Rinne gått fram med osanning. Centern förklarade att misstroende berodde på en helhetsbedömning och lät bli att tala klarspråk om de specifika orsakerna, eller ens att misstroendet skulle gälla Rinne. Det är tänkbart att det från tidigare funnits konflikter mellan centern och Rinne i andra frågor.
De fem regeringspartierna avsåg att fortsätta regeringssamarbetet med samma fördelning av ministerportföljerna och samma regeringsprogram. Formellt skulle regeringsförhandlingarna skötas i normal konstitutionell ordning, men trots att Samlingspartiets ledare Petteri Orpo högljutt förklarade att konstitutionen kräver att man för verkliga regeringsförhandlingar med alla riksdagspartier var avsikten att snabbt bilda den nya regeringen utan att ändra i regeringsprogrammet och så att eventuell omfördelning av ministerportföljer blir en sak för de enskilda regeringspartierna.